# Kike Salas
Enrique Jesús "Kike" Salas Valiente (Morón de la Frontera, 23 april 2002) is een Spaans voetballer die bij voorkeur als centrale verdediger speelt. Hij speelt bij Sevilla.

## Clubcarrière
Salas is een jeugdproduct van Sevilla. Op 10 september 2022 debuteerde hij in La Liga tegen RCD Espanyol. Op 31 januari 2023 tekende hij een contractverlenging tot medio 2026.